# I'll See You in My Dreams (jazzstandard)
I'll See You in My Dreams  is een in 1924 gepubliceerde jazzstandard, geschreven door Isham Jones, op tekst van Gus Kahn. 
De eerste opname was van Isham Jones en het Ray Miller Orchestra, waarna het nummer vanaf einde 1924 tot in 1925 zestien weken lang in de hitlijsten bleef staan, waarvan zeven weken op nummer één. Populaire opnames ervan werden gemaakt door onder meer Marion Harris (1924), Cliff Edwards, Louis Armstrong, Pat Boone, Doris Day, Ella Fitzgerald, Django Reinhardt, Al Jolson, Mario Lanza, Tony Martin, Anita O'Day, The Platters, Ezio Pinza, Sue Raney, Jerry Lee Lewis (1958, instrumentaal) en Andy Williams. De compositie is sinds 2020 in publiek domein in de VS.